# Лугаль
Лугаль ( LÚ-GAL дослівно шумерською «велика людина») — титул правителя в стародавньому Шумері, первісно лугаль — це виборний військовий вождь. Здебільшого влада звичайного лугаля не перевищувала владу енсі і не була царською.

## Опис
Етимологія слова LÚ-GAL вкрай прозора — «велика людина», однак як термін це слово означало господар чи хазяїн — наприклад, хазяїн рабів. Це відносно пізніший термін і в ранньошумерських надписах не зустрічається. Як політичне поняття слово лугаль первісно означало військового вождя, який не мав необмеженої влади, і якого обирали лише за певних обставин та часто лише на певний термін. Тому перекладати слово лугаль як цар було б неправильно, хоч поступово влада лугалів міцніла і в багатьох випадках ставала спадковою. Однак навіть наприкінці III тисячоліття до нашої ери, коли були випадки оголошення окремих лугалів богами, все одно правитель в Шумері та Аккаді ніколи не мав такого необмеженого статусу, який мали фараони Єгипту. Власне справжнім повновладним правителем лугаль стає лише наприкінці шумерської історії.
Первісно цей титул мав військовий вождь чи воєначальник (воєвода, генерал). Після того, як лугаль усе більше перетворювався на правителя, для означення воєводи чи генерала виникає окремий термін шаґіна (шумерською) чи шакканакку (аккадською). У ранньошумерський час лугаль був військовим вождем племені чи конфедерації племен, політичною функцією якого було захищати країну від ворогів і розв'язувати конфлікти між своїми поселеннями. Особливої політичної влади окрім військової він не мав, проте в нього були важливі культові функції. Лугалем обирали на певний час, іноді пожиттєво. Зі стародавніх написів відомо, що правитель Лагашу Еанатум під час війни з Уммою прийняв титул лугаля, але після перемоги іменується енсі.
Досить часто правитель, що претендував на гегемонію, тобто на політичний вплив поза межами свого міста, приймав титул лугаля. Однак гегемонію означав не сам титул лугаля власного міста, а, наприклад, лугаль Кіша, що означало претензію і на північні райони Шумеру, чи лугаль калам-ма (лугаль країни), що означало претензію на гегемонію в усьому Шумері. Дуже важливу роль відігравало місто Ніппур. Саме воно ніколи не мало великої політичної ролі, але було найважливішим культовим центром країни, бо там знаходився знаменитий храм Екур, присвячений головному шумерському богові Енлілю. Для того щоб назвати себе лугаль ка-лама, претендент мусив добитися визнання свого лугальства в Ніппурі. У часи Шаррумкена виникає чи набуває нового значення старий титул лугаль Кіша, завдяки співзвучності він з лугаль Кіш перетворюється фактично на лугаль кіші тобто цар (все)світу, цей титул аккадською перекладається як шар кішшатім — «цар багатьох» і пізніше використовувався царями Вавилонії та Ассирії.
Лугалями-царями стали лише правителі Аккадської імперії, починаючи з Саргона та лугалі ІІІ династії Уру. Їхня влада стала спадковою, а не виборною — вважалося, що царську владу дарують боги. Однак сама ідея того, що царі не є царями від народження, а отримують свою владу, проіснувала в Межиріччі аж до християнської епохи. Її пережитком був новорічний фестиваль акіту під час якого боги щороку дарували царю його владу, підтверджуючи таким чином його легітимність.